# El caminant sobre el mar de boira
El caminant sobre el mar de boira és una pintura de l'artista romàntic alemany Caspar David Friedrich del 1818. Representa un home dret, sobre un precipici rocós d'esquena a l'espectador, que contempla un paisatge cobert d'un mar espès de boira per on travessen altres carenes, arbres i muntanyes, que s'estén en la distància indefinidament.
Ha estat considerada una de les obres mestres del romanticisme alemany i una de les seves obres més representatives. La pintura s'ha interpretat com un emblema d'autoreflexió o contemplació del camí de la vida, i es considera que el paisatge evoca el sublim. Friedrich era un usuari habitual del Rückenfigur (figura girada d'esquena) a les seves pintures, i El caminant sobre el mar de boira és potser el Rückenfigur més famós de l'art a causa del protagonisme del tema. La pintura també s'ha interpretat com una expressió del sentiment liberal i el nacionalisme de Friedrich.
Mentre que Friedrich era respectat en els cercles artístics alemanys i russos, El caminant sobre el mar de boira i l'obra de Friedrich en general no es van considerar immediatament obres mestres. La reputació de Friedrich va millorar a principis del segle xx, i en particular durant la dècada de 1970, i l'obra es va fer especialment popular, apareixent com un exemple d'«art popular» així com d'alta cultura en llibres i altres obres. Es desconeix la procedència de l'obra d'art després de la seva creació, però el 1939 es va exposar a la galeria de Wilhelm August Luz a Berlín i el 1970 va ser adquirida per la Kunsthalle Hamburg, on s'ha exposat des de llavors.

## Descripció
En primer pla, un home es troba sobre un precipici rocós d'esquena a l'espectador. Va vestit amb un abric verd fosc i sosté un bastó a la mà dreta. Amb els cabells arrufats pel vent, el caminant contempla un paisatge cobert d'un espès mar de boira. Al mig del terreny, sobresurten de la massa diverses carenes, potser no diferents de la que es situa l'errant. A través de les corones de boira, es poden percebre boscos d'arbres dalt d'aquestes agulles. A la llunyania, muntanyes esvaïdes s'aixequen a l'esquerra i s'anivellen suaument cap a les planes de terra baixa a la dreta. Més enllà, la boira penetrant s'estén indefinidament, es barreja amb l'horitzó i es fa indistingible del cel ple de núvols.
El quadre es compon de diversos elements de les muntanyes de gres del riu Elba a Saxònia i Bohèmia, esbossats in situ però d'acord amb la seva pràctica habitual, reordenats per Friedrich a l'estudi. Al fons a la dreta hi ha el Zirkelstein. La muntanya del fons a l'esquerra podria ser el Rosenberg o el Kaltenberg. El grup de roques que hi ha al davant representen el Gamrig a prop de Rathen. Les roques sobre les quals es troba el viatger són un grup de la Kaiserkrone.

## Creació
La data de creació d'El caminant sobre el mar de boira s'estableix generalment com el 1818, encara que algunes fonts indiquen el 1817. La procedència de la pintura al segle xix no està clara, però va passar a la propietat de la galeria de Wilhelm August Luz a Berlín el 1939. Després, sembla que va ser venuda a Ernst Henke, un advocat alemany, abans de tornar a la galeria Luz. El quadre va formar part de col·leccions privades abans de ser adquirit per la Kunsthalle Hamburg el 1970, on s'ha exposat des de llavors.
En l'època de creació del quadre, Friedrich va fer amistat amb el científic Carl Gustav Carus i el pintor noruec Johan Christian Dahl el 1817. Es va casar amb Caroline Brommer el gener de 1818 i la parella va anar de lluna de mel a la ciutat natal de Friedrich, Greifswald.

## Romanticisme
El caminant sobre el mar de boira està estretament relacionat amb el Romanticisme, un ampli moviment artístic i literari que va sorgir després de la Il·lustració. Tot i que la identitat de l'home és incerta, s'ha suggerit que es tracta d'un autoretrat del mateix artista, apuntant a coincidències pel que fa a l'aspecte, com els cabells pel-rojos, i per aquesta raó la pintura ha estat interpretada com un emblema d'autoreflexió o contemplació del camí de la vida. Es considera que el paisatge d'El caminant evoca el sublim, els misteris més grans i el potencial més enllà d'allò convencional. Friedrich va declarar al respecte: «L'artista hauria de pintar no només el que té davant, sinó també el que veu dins de si mateix». Sobre la boira, va escriure: «Quan una regió s'amara de boira, sembla més gran i més sublim, elevant la imaginació i despertant les expectatives com una jove amb vel».
Encara que hi ha diferències entre Friedrich i altres romàntics, l'historiador de l'art Werner Hofmann va escriure que El caminant era més obert i interrogador que les típiques obres romàntiques, comparant-lo amb La llibertat guiant el poble d'Eugène Delacroix.
Friedrich va criticar altres artistes de la seva època ja que la pintura s'omplia de «botigues de curiositats». Tot i el grau de detall d'El caminant, aquest no perd el focus en incloure una sèrie de característiques geogràfiques, altres persones o edificis, sinó que l'obra es manté centrada en les muntanyes i la boira, i deixa que l'ull de l'espectador l'explori al seu ritme.

## Rückenfigur
Els estàndards de l'art clàssic sostenen que si hi ha gent present en una escena, aquesta s'ha de girar cap a l'espectador o posar-se de perfil. Hi ha excepcions, però generalment són per a personatges secundaris en una escena plena de gent. Encara que Friedrich no va ser el primer artista que va utilitzar el Rückenfigur, va fer servir aquestes figures allunyades de l'espectador de manera considerable més sovint i persistent que altres artistes. L'ús de Friedrich del Rückenfigur es considera que és per a convidar els espectadors «a dins» del quadre i animar-los a considerar la perspectiva des de la persona misteriosa la cara de la qual no es pot veure. El caminant sobre el mar de boira és potser el Rückenfigur més famós de l'art a causa del protagonisme del tema. La figura canvia el sentit i l'enfocament de la pintura perquè que «és més difícil imaginar aquest paisatge sense una figura que en qualsevol altre quadre». Altres obres de Friedrich comparables a El caminant amb aquest motiu del Rückenfigur són Frau am Fenster, Zwei Männer am Meer i Neubrandenburg.
Wieland Schmied argumenta que El caminant va ser un precursor del surrealisme de René Magritte atès que Friedrich va incloure subtils incongruències en la seva obra i perspectives aparentment impossibles, com es veu a El caminant, i Magritte va portar aquests elements encara més enllà en la seva obra. El fons de la imatge sembla que es submergeix en primer pla, amb la profunditat entre plans poc clara.

## Context polític
Friedrich va ser un partidari obert del sentiment liberal i nacionalista alemany. Els antics principats alemanys van ser interromputs i van veure compromesa la seva autoritat arran de les Guerres Napoleòniques de 1803-1815. Els nacionalistes alemanys van defensar la unificació alemanya i l'abolició de la noblesa conservadora i el lideratge de la Confederació Germànica. Una de les maneres en què els liberals alemanys es van identificar i van mostrar el seu suport va ser per una tendència de moda: els vestits Altdeutsche, una restauració d'un imaginat heroic passat alemany unificat dels anys 1500-1600 i l'època de Martí Luter. Nacionalistes com Friedrich es van identificar així amb la restauració d'una grandesa nacional perduda. L'historiador de l'art Norbert Wolf ha afirmat que la figura d'El caminant sobre el mar de boira porta un vestit d'Altdeutsche, tota una declaració política en l'època en què es va crear la pintura. Altres estudiosos han descrit la roba de la figura com un uniforme d'infanteria Jäger.

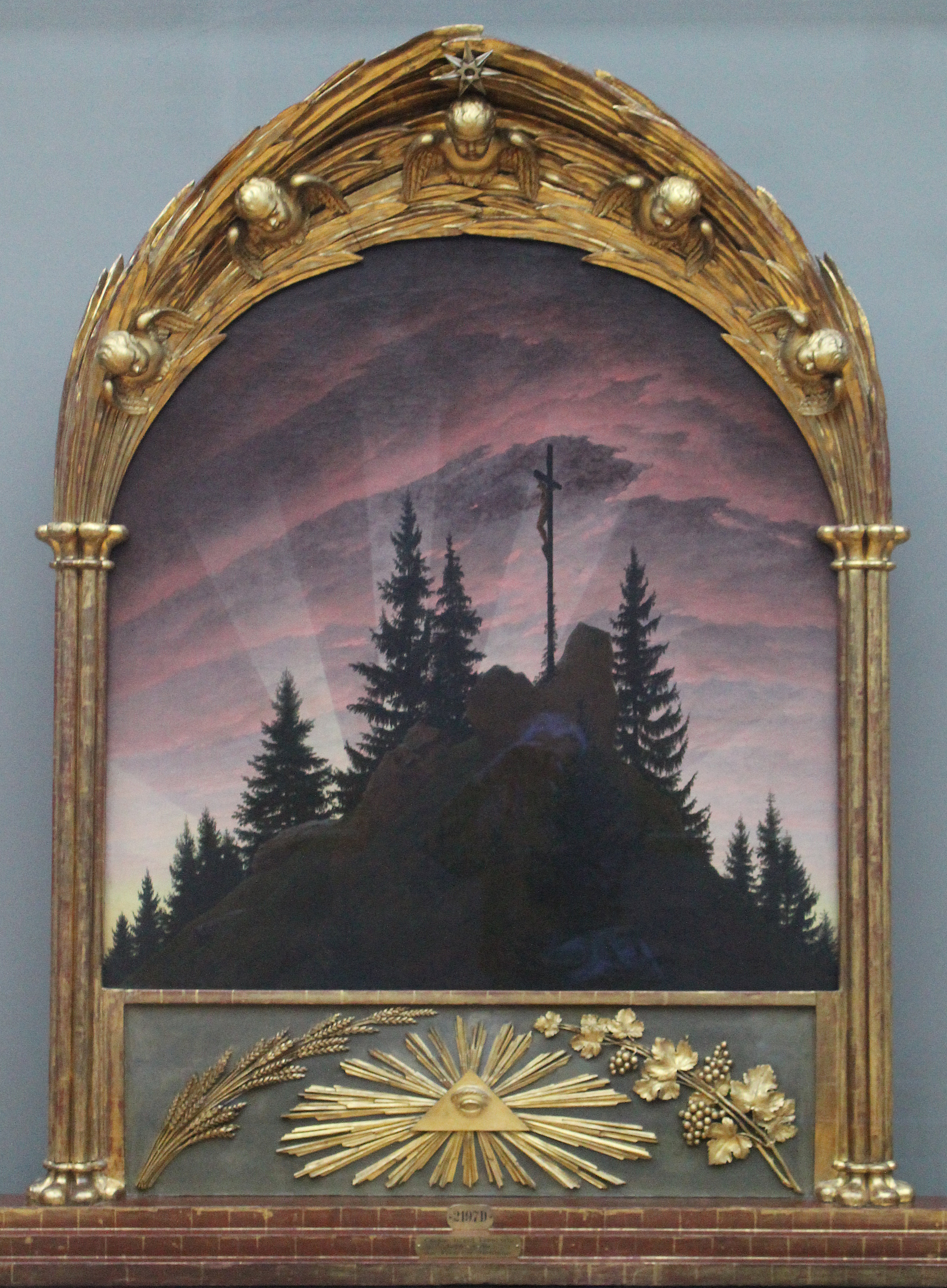
Creu a les muntanyes

Una qüestió menys clara és com el luteranisme de Friedrich va afectar El caminant. El vessant religiós de Friedrich es veu en altres quadres seus, com a la pintura de 1810 Creu a les muntanyes, que encaixa amb un tipus de cristianisme humil que trobava bellesa a la natura. Això es correspon amb l'escriptura de Luter que totes les grans catedrals i edificis pomposos de l'Església catòlica de la seva època podien ser enderrocats amb poc pesar. Segons la interpretació de Friedrich del luteranisme, la veritable religió es trobava en la natura, la simplicitat i les persones condretes, tots elements presents a El caminant. Un altre vincle potencial va ser com Friedrich va conèixer i va fer amistat amb el científic i també pintor Carl Gustav Carus el 1817, just abans d'haver estat preparant i pintant l'obra. L'historiador de l'art Joseph Koerner assenyala que Carus va escriure sobre un vers particular de la Bíblia de Luter: Luter va traduir el relat de la Creació de la Terra per Déu al Gènesi 2:6 com Aber ein Nebel ging auf von der Erde und feuchtete alles Land («una boira va sorgir de la Terra i va humitejar tota la terra»). Carus va argumentar que la boira era l'assistent de Déu a la Creació, convertint les muntanyes àrides en boscos verds. Koerner planteja la hipòtesi que Carus i Friedrich podrien haver discutit aquest assumpte en el transcurs de la seva amistat, i suggereix que El caminant podria estar representant una escena de la Creació: la figura contempla una terra d'una possibilitat desconeguda, amagada en la boira, que emergeix del cor com una emanació del «jo».
L'escriptor Robert Macfarlane argumenta que la pintura ha tingut una influència significativa en com s'ha concebut l'alpinisme al món occidental des de l'època romàntica, anomenant-la la «imatge arquetípica del visionari de la muntanya», i reconeix el poder evocador a l'hora de representar la idea que situar-se als cims de les muntanyes és quelcom que cal admirar, una filosofia que amb prou feines existia en segles anteriors.

## Acollida
Mentre que Friedrich era respectat en els cercles artístics alemanys i russos, El caminant sobre el mar de boira i l'obra de Friedrich en general no es van considerar immediatament obres mestres. La seva fama va minvar a mesura que es feia gran perquè els crítics d'art de la seva època apreciaven poc els paisatges hivernals i la boira. La reputació de Friedrich va millorar a principis del segle xx, i en particular durant la dècada de 1970: El caminant es va fer especialment popular i s'ha utilitzat com a inspiració per a una gran varietat d'obres des d'aleshores, i no només és conegut entre els estudiosos de l'art. El caminant ha aparegut a la portada de nombrosos llibres, samarretes, CD, tasses de cafè, etc., convertint-se en un element bàsic de la cultura popular així com de l'alta cultura. Werner Hofmann planteja la hipòtesi que el subjecte mira un llenç de possibilitats obertes, disposat a elegir i trobar allò que li espera, i aquest fet atrau els espectadors moderns.